# Breza (okres Námestovo)
Breza (Hongaars: Breza) is een Slowaakse gemeente in de regio Žilina, en maakt deel uit van het district Námestovo.
Breza telt 1.584 inwoners (2010).